# Imane Robelin
Imane Robelin née le 6 novembre 1969  à Rabat au Maroc est une écrivaine française.

## Biographie
Imane Robelin est la fille d’Abdelkader Kheldouni Sahraoui, membre fondateur de l'Union nationale des forces populaires, membre de la chambre des représentants à plusieurs reprises, ministre dans le gouvernement Lamrani I et ambassadeur du Maroc au Liban, et de Lalla Touria El Yacoubi Soussane.  
Imane Robelin a étudié au lycée Descartes à Rabat. Après des étudies de communication et de philosophie à la Sorbonne, en 1996, elle part vivre à Londres où elle devient enseignante puis écrivain.

## Œuvres

### Romans
- Le monde de Zohra, Éditions de Londres, 2012 ; publié sous le nom de Imane K
- Pour tout l'or de Casablanca, Éditions Henry, 2014 ; en septembre 2015, figure parmi les 5 finalistes de la sixième édition du Prix de la Mamounia (en)[1]. En mars 2016, il remporte le prix des Lions clubs, district nord[2]. En octobre 2016, il est classé deuxième au Prix Lions de littérature régionale parrainé par les Lions Clubs[3].
- Qui a tué Essabar, Éditions Henry, 2019. En octobre 2020, il remporte le prix Les Lorientales 2020[4].

### Nouvelles
- Faire la monnaie, Émue, 2013 ; premier prix de la nouvelle européenne lors du concours organisé par la maison d'édition Emue, The European Bookshop et le Petit Journal[5]. Cette nouvelle a ensuite été publiée dans un ouvrage intitulé Jetlag Stories Royaume-Uni, Emue, 2014.

## Distinctions
- 2020 : Prix du livre Lorientales 2020 pour Qui a tué Essabar
- 2013 : Prix de la nouvelle européenne pour Faire la monnaie
- 2015 : Finaliste du prix de la Mamounia pour Pour tout l'or de Casablanca
- 2016 : 1er Prix des Lions Club pour son roman Pour tout l'or de Casablanca